# Еноил-АПБ редуктаза
Еноил-АПБ редуктазата е ензим, участващ в синтезата на висши мастни киселини при прокариотните организми. Реакцията която катализира, представлява краен етап от цикъла, необходим за удължаването на въглеводородната верига на мастната киселина.
Ензимният процес, представлява редукция на двойната връзка от транс-Δ2-бутеноил-[ацилпренасящ белтък] до съответно бутирил-[ацилпренасящ белтък], донор на водородни атоми е редуциран НАД (НАД.Н2). Реакцията се записва в обратен и то общ вид, заради систематични причини:
ацил-[ацилпренасящ белтък] + НАД+ ⇄ транс-2,3-дехидроацил-[ацилпренасящ белтък] + НАД.Н + Н+
Ключов компонент не само в тази реакция, но и в целия цикъл на синтез на мастни киселини е ацилпренасящия белтък, служещ като носител на ацилните остатъци. Този белтък поднася нарастващата верига към различни ензими, в това число и към еноил-АПБ редуктазата.

## Номенклатура
Систематичното наименование на ензима, съобразено с препоръките от Класификация и номенклатура на ензимите (КНЕ) е ацил-[ацилпренасящ белтък] :НАД+ оксидоредуктаза. Четирицифрения код, съпоставен на ензима по същата номенклатура е EC 1.3.1.9. Съществуват множество синоними, сред които са: еноил-[ацилпренасящ белтък] редуктаза, НАД.Н2-еноил-[ацилпренасящ белтък] редуктаза, НАД.Н2 зависима еноил-АПБ редуктаза, еноил-[ацилпренасящ белтък] редуктаза (НАД.Н2).

## Организмови особености
При прокариотните организми, ензимът е част от белтъчен комплекс, известен като синтаза на висши мастни киселини в който всяка от ензимните активностти се носи от отделни белтъчни молекули. При низшите еукариоти (напр. дрожди), същият комплекс е изграден от две полипептидни вериги едната от които носи еноил-АПБ редуктазната активност. При висшите еукариоти и човек, комплексът е една-единствена полипептидна верига, притежаваща всичките ензимни активностти. Затова като самостоятелен ензим се разглежда единствено при прокариоти.